# Cranc de Halloween
El cranc de halloween (Gecarcinus quadratus) és una espècie de crustaci decàpode de la família Gecarcinidae. Són nadius d'Amèrica Central. Aquest cranc excava forats als boscos.